# Збитень

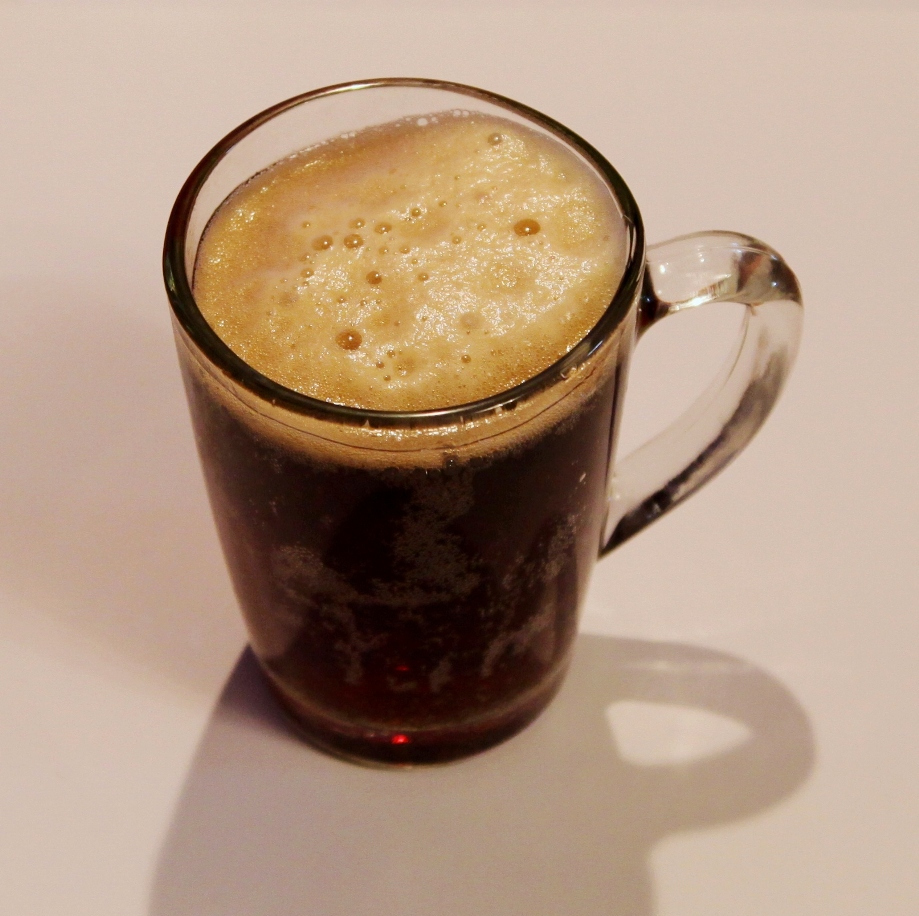
Житній холодний збитень

Зби́тень (рос. сбитень, біл. збіцень) — старовинний східнослов'янський напій, який готують з меду, прянощів та запашних трав.
Існує думка, що назва цього напою походить від дієслова «збивати», оскільки найчастіше його готували у двох окремих посудинах. В одній настоювали мед, а в іншій — трави, і безпосередньо перед вживанням їхній вміст змішували — «збивали».

## Історія
Історія розповідає про те, що ще у 1128 році, під час застілля, руський князь Всеволод частував гостей переваром – саме це і був збитень. Напій цей був однаково улюбленим і серед простого люду, і серед дворянства, хоча вищі верстви населення використовували більш вишукані складові (імпортовані прянощі). Для продажу збитню влаштовували стаціонарні «збитні курені», які розташовувалися в багатолюдних місцях. Роль прилавка грало велике вікно, пробите в стіні будинку. Окрім стаціонарних торговельних точок продажем збитню часто займалися збитенщики, які носили місткості з гарячим напоєм на спині й розливали його перехожим.
Масове споживання збитню згасло після Більшовицького перевороту, обумовлене нестачею імпортних прянощів, загальним занепадом споживчої культури та поширенням інших зігрівальних напоїв. З 1990-х років робилися спроби відродити виробництво й споживання збитню, втім, вони не призвели до помітної популяризації напою.

## Інгредієнти
Основою для збитню завжди слугували вода і мед, натомість склад прянощів і запашних трав був несталим. У найдавніших рецептах використовували місцеві трави: звіробій, шавлію, березове листя, липовий цвіт, коріння лепехи, м'яту. Згодом, з Європи почали завозити вишуканіші прянощі (коріандр, імбир, корицю, бодян, гвоздику, кардамон), саме вони стали основою для найпопулярніших рецептів збитню. Інколи до меду додавали ще й патоку. Хоча наявні компоненти в поєднанні з медом зумовлювали солодку смакову гаму, існували й менш поширені рецепти з більш насиченим гострим смаком. В цьому випадку для приготування збитню застосовували лавровий лист, стручковий або чорний перець, хрін, редьку.

## Приготування
Оскільки в найдавніших рецептах збитню використовували трави з відносно невеликою кількістю екстрактивних речовин, для їх найповнішого вилучення з сировини застосовували кількаденне бродіння, а самі збитні в цьому випадку називали заварними. Мед або суміш меду з патокою зброджували в одній посудині, а настій трав — в іншій. Перед подачею обидва настої змішували з нагріванням чи без. Таким чином, можна було отримати гарячий або холодний збитень, які, відповідно, використовували для зігрівання взимку чи втамування спраги в лазні. Бродіння збагачувало настій незначною кількістю спирту: збитні міцністю до 1 % вважалися безалкогольними, збитні міцністю 4-7 % належали до слабоалкогольних. Таким способом приготування ці рецепти збитню були схожі з давньоруськими пивом, квасом, ситним медом та білоруською крамбамбулею.
Після знайомства з тропічними прянощами, які містили велику кількість екстрактивних та ароматичних речовин, необхідність в тривалому бродінні відпала. Тому напій стали готувати способом звичайного варіння трав з медом, в цьому випадку збитень називали простим. Прості збитні не містили спирту і вживалися переважно гарячими. Типологічно близьким до простих збитнів є глінтвейн.